# Senorenteamet
Senorenteamet är en svensk kristen sånggrupp från ön Senoren utanför Karlskrona i Blekinge skärgård. Gruppen bildades 1977 av Bertrand Manneklint och utgörs till större delen av medlemmar ur familjen Manneklint. Gruppen medverkade år 1981 i Sveriges Televisions underhållningsprogram Nygammalt. Gruppen har genomfört turnéer i Sverige och Finland. Elva musikalbum har producerats åren 1979–2017.

## Diskografi
- Senorenteamet sjunger (1979), kassett
- Skyddad i Guds hand (1981), kassett
- Han leder mig (1983), LP och kassett
- En sång om glädje och frid (1985), LP och kassett
- Sången i mitt hjärta (1987), LP och kassett
- Senorenteamet (1990), kassett
- Det har blåst många vindar (1992), kassett
- Glädjen i mitt liv (2001), CD och kassett
- Hoppet som bär (2007), CD
- Frälsaren är född (2011), CD
- Helt ofattbart (2017), CD